# Pièces de monnaie en złoty polonais
Les pièces de monnaie polonaises sont une des représentations physiques, avec les billets de banque, de la monnaie  de la Pologne

## L'unité monétaire polonaise
Le złoty polonais (PLN) est la devise de la Pologne.
Le złoty est divisé en 100 grosz.

## Les pièces de monnaie polonaises

### Pièces de la Rzeczpospolita Polska (1944-1949)
La série de 1949 compte deux séries de pièces :
- La pièce (1949) de 1 grosz en aluminium
- La pièce (1949) de 2 grosz en aluminium
- La pièce (1949) de 5 grosz en bronze
- La pièce (1949) de 10 grosz en cupro-nickel
- La pièce (1949) de 20 grosz en cupro-nickel
- La pièce (1949) de 50 grosz en cupro-nickel
- La pièce (1949) de 1 złoty en cupro-nickel

et une deuxième, dans laquelle toutes les pièces sont en aluminium
- La pièce (1949) de 5 grosz en aluminium
- La pièce (1949) de 10 grosz en aluminium
- La pièce (1949) de 20 grosz en aluminium
- La pièce (1949) de 50 grosz en aluminium
- La pièce (1949) de 1 złoty en aluminium

### Pièces de la Polska Rzeczpospolita Ludowa
- La pièce (1958-1971) de 5 grosz en aluminium
- La pièce (1961-1968) de 10 grosz en aluminium
- La pièce (1957-1976) de 20 grosz en aluminium
- La pièce (1957-1974) de 50 grosz en aluminium
- La pièce (1957-1974) de 1 złoty en aluminium
- La pièce (1958-1973) de 2 złotys en aluminium
- La pièce (1958-1972) de 5 złotys en aluminium

### Série de pièces de laIIIeRépublique de Pologne (1989-)
Après la fin de l’hégémonie du Parti communiste (1989) et une nouvelle constitution, une nouvelle république est mise en place (IIIe Rzeczpospolita).
Une nouvelle série de pièces est frappée dès 1990 (1 grosz, 2 grosze, 5 groszy, 10 groszy, 20 groszy, 50 groszy et 1 złoty) complétée de deux autres pièces (2 złote et 5 złotych) en 1994.
Ces pièces reprennent le blason de la Pologne, un aigle blanc (Orzeł Biały) avec la couronne et la mention RZECZPOSPOLITA POLSKA
Selon la loi du 29 août 1997, la Narodowy Bank Polski (Banque Nationale de Pologne) a le droit exclusif d'émettre la monnaie en Pologne (voir ).
| Valeur    | Paramètres techniques | Paramètres techniques | Paramètres techniques | Description | Description                                                       | Description | Millésimes |
| Valeur    | Diamètre              | Poids                 | Composition           | Avers | Revers                                                            | Artiste     | Millésimes |
| --------- | --------------------- | --------------------- | --------------------- | --- | ----------------------------------------------------------------- | ----------- | ---------- |
| 1 grosz   | 15.5 mm               | 1.64 g                | acier plaqué bronze   | le blason de la Pologne (un aigle blanc couronné sur un champ de gueules), la mention RZECZPOSPOLITA POLSKA et le millésime | la valeur faciale 1 GROSZ et une feuille                          |             | 1990-      |
| 2 grosze  | 17.5 mm               | 2.13 g                | acier plaqué bronze   | le blason de la Pologne (un aigle blanc couronné sur un champ de gueules), la mention RZECZPOSPOLITA POLSKA et le millésime | la valeur faciale 2 GROSZE et deux feuilles                       |             | 1990-      |
| 5 groszy  | 19.5 mm               | 2.59 g                | acier plaqué bronze   | le blason de la Pologne (un aigle blanc couronné sur un champ de gueules), la mention RZECZPOSPOLITA POLSKA et le millésime | la valeur faciale 5 GROSZY et cinq feuilles                       |             | 1990-      |
| 10 groszy | 16.5 mm               | 2.51 g                | cupronickel           | le blason de la Pologne (un aigle blanc couronné sur un champ de gueules), la mention RZECZPOSPOLITA POLSKA et le millésime | la valeur faciale 10 GROSZY dans une couronne ronde de feuilles   |             | 1990-      |
| 20 groszy | 18.5 mm               | 3.22 g                | cupronickel           | le blason de la Pologne (un aigle blanc couronné sur un champ de gueules), la mention RZECZPOSPOLITA POLSKA et le millésime | la valeur faciale 20 GROSZY dans une couronne carrée de feuilles  |             | 1990-      |
| 50 groszy | 20.5 mm               | 3.94 g                | cupronickel           | le blason de la Pologne (un aigle blanc couronné sur un champ de gueules), la mention RZECZPOSPOLITA POLSKA et le millésime | la valeur faciale 50 GROSZY dans un demi-cercle de feuilles       |             | 1990-      |
| 1 złoty   | 23.0 mm               | 5.00 g                | cupronickel           | le blason de la Pologne (un aigle blanc couronné sur un champ de gueules), la mention RZECZPOSPOLITA POLSKA et le millésime | la valeur faciale 1 ZŁOTY dans une couronne de feuilles ombragées |             | 1990-      |
| 2 złote   | 21.5 mm               | 5.21 g                | bi-métallique         | le blason de la Pologne (un aigle blanc couronné sur un champ de gueules), la mention RZECZPOSPOLITA POLSKA et le millésime | la valeur faciale 2 ZŁOTE entre deux feuilles                     | 1994        |            |
| 5 złotych | 24.0 mm               | 6.54 g                | bi-métallique         | le blason de la Pologne (un aigle blanc couronné sur un champ de gueules), la mention RZECZPOSPOLITA POLSKA et le millésime | la valeur faciale 5 ZŁOTYCH entre cinq feuilles                   | 1994        |            |